# Olivier Wieviorka
Olivier Wieviorka, nascido em 1960, é um historiador francês.
Especialista em História da Resistência interior francesa, foi mestre de conferência no Instituto de estudos políticos de Paris e  na Universidade de Valenciennes|universidade de Hainaut-Cambrésis(1993).
Chefe de redação da revista Vingtième Siècle, é atualmente professor na Escola normal superior de Cachan.

## Biografia
Antigo aluno da Escola normal superior de Fontenay-Saint Cloud (onde também foi mestre de conferências antes de obter sua habilitação para dirigir as pesquisas), diplomado no Instituto de estudos políticos de Paris, Olivier Wieviorka é um especialista do século vinte, em particular da Segunda Guerra Mundial e da Resistência francesa. Colaborou no jornal Libération.
É irmão de Michel Wieviorka e de Annette Wieviorka.

## Publicações
- Les Libérations de la France, em colaboração com Jean-Pierre Azéma, La Martinière, 1993, 293 p.
- Nous entrerons dans la carrière. De la Résistance à l’exercice du pouvoir, Seuil, 1994, 451 p.
- La France du siécle XX, em colaboração com Christophe Prochasson, Points-Seuil, 1994, 734 p.; ed. revisada e aumentada, 2004, 766 p.
- Les Orphelins de la République. Destinées des députés et sénateurs français (1940-1945), Seuil, 2001
- Surviving Hitler and Mussolini, em colaboração com Robert Gildea e Anette Warring, (dir.), Berg, 2006, 244 p.
- Histoire du Débarquement en Normandie, Des origines à la libération de Paris, Seuil, 2006, 448 p.
- La Mémoire désunie : Le souvenir politique des années sombres, de la Libération à nos jours , Seuil, 2010, 303 p.
- Une certaine idée de la Résistance, Seuil, 1998 - reed. 2010, 487 p.